# Der Poseidon-Anschlag
Der Poseidon-Anschlag ist ein Fernsehfilm aus dem Jahr 2005 und eine Neuverfilmung des Spielfilms Die Höllenfahrt der Poseidon von 1972. Beide basieren auf dem Roman Der Untergang der Poseidon (Originaltitel: The Poseidon Adventure) von Paul Gallico.

## Handlung
Auf der Poseidon, einem Kreuzfahrtschiff, verbringt die Besatzung Weihnachten und freut sich bereits auf Neujahr. Was sie jedoch nicht wissen: Eine Handvoll jordanischer Terroristen bringt im Maschinenraum des Schiffes Sprengstoff zur Explosion. Durch die Schockwelle gerät die Poseidon ins Schlingern und kentert. Was einst der Boden war, ist nun die Decke und umgekehrt. Angeführt vom charismatischen römisch-katholischen Bischof Schmitt, beginnt für die Überlebenden der Kampf durch die Korridore „hinauf“ in den Maschinenraum. Private und persönliche Probleme, darunter der Ehestreit zwischen Richard und Rachel Clarke werden nun in den Hintergrund gerückt. An Land koordiniert die Britin Suzanne Harrison die Evakuierung der Poseidon, die immer mehr mit Wasser vollläuft. Am Ende befreit sich die Gruppe, indem sie mit einem Fass nicht explodierten Sprengstoffs der Terroristen ein Loch in den Rumpf des Schiffes sprengt und von den außen wartenden Rettern empfangen wird.

## Trivia
- Für die 14 Millionen Dollar teure Produktion wurden alte Rollen neu besetzt, und zusätzliche Figuren sind hinzugekommen. Ein wichtiger Grund für die Produktion dieses Films war das erwartete große Interesse für den von Wolfgang Petersen im darauffolgenden Jahr veröffentlichten Spielfilm Poseidon, der ebenfalls auf dem Roman von Paul Gallico basiert.
- Zu Ehren des Autors der Romanvorlage erhielt der Kapitän im Film den Namen Captain Paul Gallico und Schiffsarzt Doktor Ballard wurde nach Robert Ballard, dem Entdecker des Wracks der Titanic benannt. Der Aufenthaltsraum im Film, Jak's Lounge, wurde nach Jak Castro, dem Präsidenten des Poseidon-Fanclubs, benannt.
- C. Thomas Howells Vater, Chris Howell, war 1972 Stuntman bei Die Höllenfahrt der Poseidon.

## Ausstrahlung in Deutschland
Der Film wurde im deutscher Free-TV-Premiere am 6. und 7. Juni 2006 als Zweiteiler auf ProSieben zur Primetime erstausgestrahlt.
| Datum        | Zuschauer | Zuschauer       | Marktanteil | Marktanteil     | Quelle |
| Datum        | Gesamt    | 14 bis 49 Jahre | Gesamt      | 14 bis 49 Jahre | Quelle |
| ------------ | --------- | --------------- | ----------- | --------------- | ------ |
| 6. Juni 2006 | 1,81 Mio. | 1,15 Mio.       | 7,1 %       | 11,0 %          | [ 3 ]  |

## Kritik
„Überlanges (Fernseh-)Remake von ‚Die Höllenfahrt der Poseidon‘ (1972), lustlos gespielt und ohne jede Spannung.“

## Synchronisation
| Rolle                  | Darsteller       | Synchronstimme      |
| ---------------------- | ---------------- | ------------------- |
| Mike Rogo              | Adam Baldwin     | Ingo Albrecht       |
| Bischof August Schmidt | Rutger Hauer     | Thomas Danneberg    |
| Richard Clarke         | Steve Guttenberg | Uwe Büschken        |
| Jeffrey Anderson       | Bryan Brown      | Bodo Wolf           |
| Doktor Ballard         | C. Thomas Howell | David Nathan        |
| Kapitän Paul Gallico   | Peter Weller     | Frank Glaubrecht    |
| Rachel Clarke          | Alexa Hamilton   | Arianne Borbach     |
| Belle Rosen            | Sylvia Syms      | Luise Lunow         |
| Shelby Clarke          | Amber Sainsbury  | Julia Kaufmann      |
| Dylan Clarke           | Rory Copus       | Christian Zeiger    |
| Admiral Jennings       | Geoff Pierson    | Udo Schenk          |
| Lieutenant Mercer      | Matt Rippy       | Charles Rettinghaus |